# Gekko athymus
Gekko athymus là một loài thằn lằn trong họ Gekkonidae. Loài này được Brown & Alcala mô tả khoa học đầu tiên năm 1962.